# Batelov (starý zámek)
Starý batelovský zámek stojí v městysi Batelov v bezprostřední blízkosti nového zámku. Je chráněn jako kulturní památka České republiky.

## Historie

### Tvrz
Existenci obou batelovských zámků předcházela tvrz, kterou vlastnili páni z Batelova. Ta stála na vyvýšenině nad potokem, jihozápadně od dnešního kostela. Nová tvrz byla postavena okolo roku 1400 při levém břehu řeky Jihlavy. Jejím úkolem bylo pravděpodobně střežit přechod přes tento vodní tok.Vzhledem k blízkosti obou staveb (Starého a Nového zámku) dnes však není zcela jasné, na místě kterého z nich tvrz stála. Předpokládat lze, že tvz byla přestavěna ve Starý zámek.

### Zámek
Zámek nechal ve 2. polovině 16. století Jiří Čížovský z Čížova přestavět v renesančním slohu. Jako šlechtické sídlo však nesloužil dlouho; již na přelomu 16. a 17. století došlo k úpravě na budovu pro úřednictvo batelovského panství. Jeho původní funkci převzal nový zámek. Později prošel přestavbami v duchu baroka. Poslední přestavbou prošel v roce 1880. V současné době je po rekonstrukci a pro veřejnost nepřístupný.

## Popis
Jedná se o jednopatrovou budovu o půdorysu obdélníka se středovou vížkou. Budova je součástí dvora na severním okraji obce. Kolmo na ní navazuje budova Nového zámku. Budova má bílou fasádu se zbytky sgrafit, okna rámuje kámen.

## Dostupnost
Okolo zámku vede silnice II/134, která se nedaleko odpojuje od silnice II/639 a následně pokračuje na Novou Ves, zeleně značená turistická stezka od batelovského náměstí Míru na Těšenov a cyklotrasa Greenway řemesel a vyznání od Bezděčína na Lovětín. Za zámkem také prochází trasa NS Po stopách Karla Havlíčka Borovského. Interiér zámku není veřejnosti přístupný.